# يانيس ساليبور
يانيس ساليبور (بالفرنسية: Yannis Salibur)‏ (مواليد 24 يناير 1991 في سان دوني - فرنسا) لاعب كرة قدم فرنسي يلعب حاليا لصالح نادي الدرجة الأولى ليل الفرنسي منذ 2006 في مركز الوسط المحوري .

## روابط خارجية
- يانيس ساليبور على موقع اتحاد تركيا (لاعب) (الإنجليزية)
- يانيس ساليبور على موقع رابطة كرة القدم الفرنسية للمحترفين (الإنجليزية)
- يانيس ساليبور على موقع قاعدة بيانات كرة القدم.إي يو (الإنجليزية)
- يانيس ساليبور على موقع ليكيب (الفرنسية)
- يانيس ساليبور على موقع Soccerway.com (الإنجليزية)
- يانيس ساليبور على موقع AS.com (الإسبانية)